# 12 разгневанных мужчин (фильм, 1997)
«12 разгневанных мужчин» (англ. 12 Angry Men) — телефильм 1997 года Уильяма Фридкина, основанный на телеспектакле Реджинальда Роуза, ремейк одноимённого фильма Сидни Люмета 1957 года.

## Сюжет
Двенадцать присяжных рассматривают дело об убийстве. Испаноговорящий подросток обвиняется в том, что он зарезал собственного отца.
После ссоры с отцом, во время которой тот ударил его по лицу, обвиняемый якобы ушёл в кино, а потом долго бродил по городу. Вернувшись домой, он обнаружил отца мёртвым. Есть свидетель, видевший момент убийства из окна напротив. Другие свидетели опознали орудие убийства как нож, который подсудимый накануне показывал друзьям, его также видели на лестнице убегающим из квартиры.
Дело представляется простым и ясным, практически все присяжные готовы признать подростка виновным. Только один из членов жюри (Джек Леммон) продолжает сомневаться и пытается убедить их в необходимости внимательно проанализировать все свидетельские показания. Постепенно выясняется, что ножи, похожие на нож обвиняемого и использованный для убийства, свободно продаются в магазине поблизости, один свидетель, якобы видевший драку между сыном и отцом, страдает плохим зрением, второй, утверждающий, что видел его на лестнице через дверной глазок, очень стар, болен и просто не способен был успеть дойти через всю квартиру до входной двери.
Постепенно единственный усомнившийся присяжный убеждает остальных, что на самом деле вина подростка совершенно ничем не доказана, и добивается оправдательного вердикта.

## В ролях

### Присяжные
| Присяжный № | Персонаж | Актёр               | № голоса «не виновен» |
| ----------- | --- | ------------------- | --------------------- |
| 1           | Старшина присяжных, футбольный тренер в средней школе, очень серьёзно относящийся к своим обязанностям по организации деятельности жюри           | Кортни Б. Вэнс      | 9                     |
| 2           | Смирный банковский кассир, который никак не может разобраться во всех обстоятельствах дела                                                        | Осси Дэвис          | 5                     |
| 3           | Бизнесмен, основной антагонист фильма, легко возбудимый человек с горячим темпераментом, тяжело переживающий конфликт с собственным сыном         | Джордж К. Скотт     | 12                    |
| 4           | Интеллигентный брокер, прекрасно образованный, предельно логичный и очень красноречивый                                                           | Армин Мюллер-Шталь  | 11                    |
| 5           | Работник больницы, чернокожий житель трущоб Гарлема, фанат баскетбольной команды Милуоки Бакс                                                     | Дориан Хэрвуд       | 3                     |
| 6           | Маляр, сознающий собственную ограниченность, терпеливо и почтительно выслушивающий других присяжных                                               | Джеймс Гандольфини  | 6                     |
| 7           | Продавец, спортивный фанат, нетерпеливый, грубый и недалёкий, любящий отпускать глупые шутки                                                      | Тони Данца          | 7                     |
| 8           | Дэвис, архитектор, основной протагонист фильма, тихий, вежливый, но очень упорный джентльмен, единственный, кто вначале проголосовал «не виновен» | Джек Леммон         | 1                     |
| 9           | Макардл (McArdle), мудрый пожилой человек, очень наблюдательный, первый, кто поддержал Дэвиса                                                     | Хьюм Кронин         | 2                     |
| 10          | Владелец автомойки, бывший член организации Нация ислама, крикливый, ограниченный чернокожий фанатик, часто перебивающий других присяжных         | Майкелти Уильямсон  | 10                    |
| 11          | Часовщик, иммигрант, американский патриот, свято верующий в законность, очень внимательный и скрупулёзно логичный                                 | Эдвард Джеймс Олмос | 4                     |
| 12          | Работник рекламного агентства, легкомысленный, быстро и часто меняющий своё мнение                                                                | Уильям Петерсен     | 8                     |

### Другие роли
- Судья — Мэри Макдоннел
- Судебный пристав — Тайриз Аллен
- Обвиняемый — Дуглас Спэйн